# 駐西班牙台北經濟文化辦事處
駐西班牙台北經濟文化辦事處（西班牙語：Oficina Económica y Cultural de Taipei en España），是中華民國外交部在西班牙設置的駐外代表處，為中華民國駐西班牙的實質大使館。西班牙駐臺灣的對應單位為西班牙商務辦事處。

## 外部連結
- 駐西班牙台北經濟文化辦事處 （页面存档备份，存于）